# Pont d'Inca

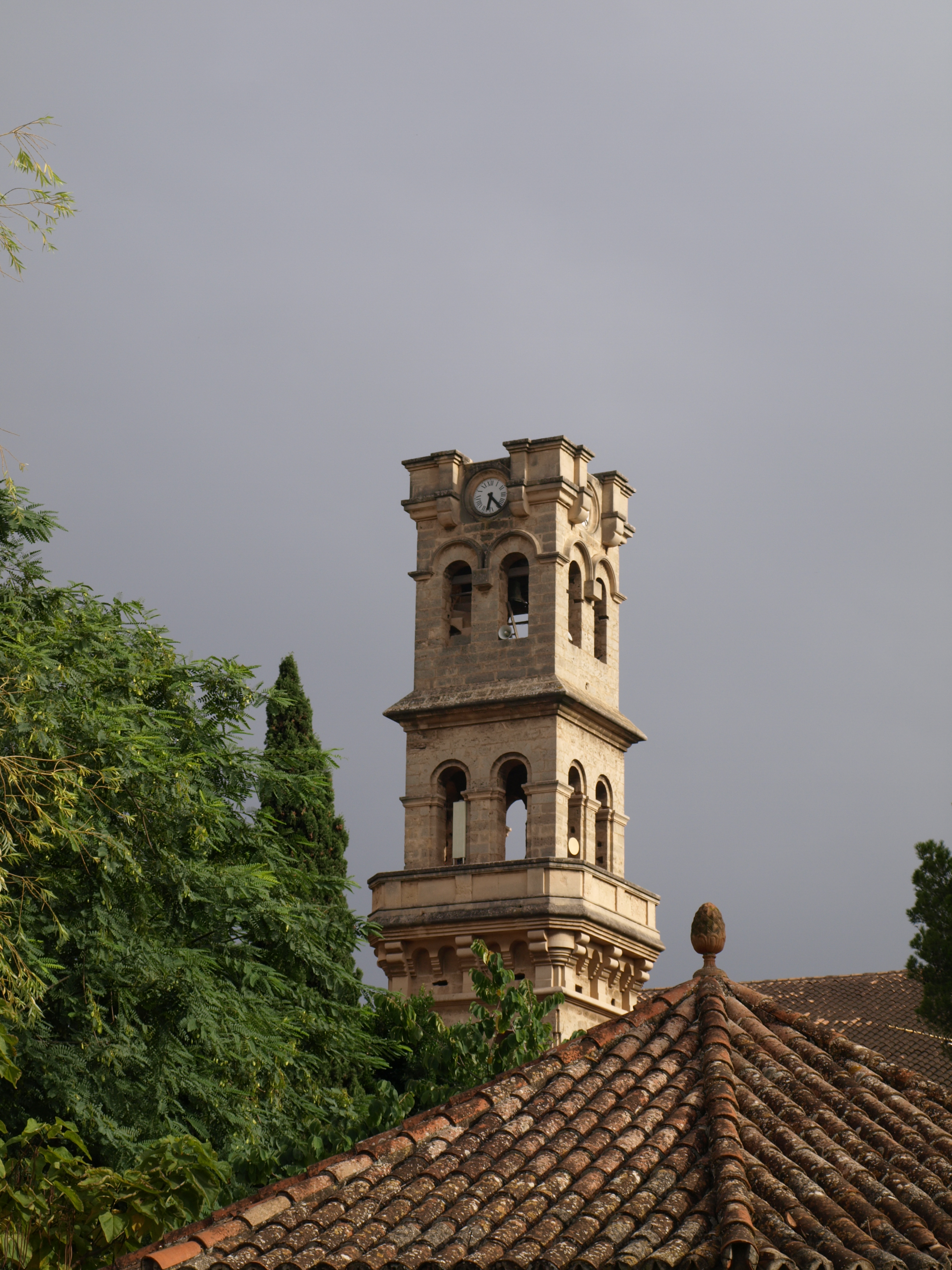
Imatge del campanar del Pont d'Inca

El Pont d'Inca (col·loquialment es Pont d'Inca) és un nucli urbà del municipi de Marratxí, situat entre el Pla de na Tesa, Son Ametler, Son Rutlan i la Indioteria. El nucli és travessat pel torrent de Coanegra, que s'uneix, ja en la partió amb el terme de Palma, amb el torrent Gros. Té una extensió de 21,1 ha i una població de 15.587 habitants (2012), anomenats pontdinquers.

## Orígens del nucli de població
La formació d'aquest nucli urbà està lligat als magatzems i hostals que s'hi ubicaren, atesa la situació en el camí d'Inca i a molt poca distància de Ciutat. La inauguració del tren, l'any 1875, també va afavorir l'evolució del Pont d'Inca. Aleshores el lloc era un nucli amb molt de caràcter pagès (conreu d'horta i d'ametlers i garrovers). L'any 1879 s'hi creà la Farinera Balear, construïda sota la direcció d'Eusebi Estada. El 1915 la fàbrica va ser enderrocada.

## La indústria

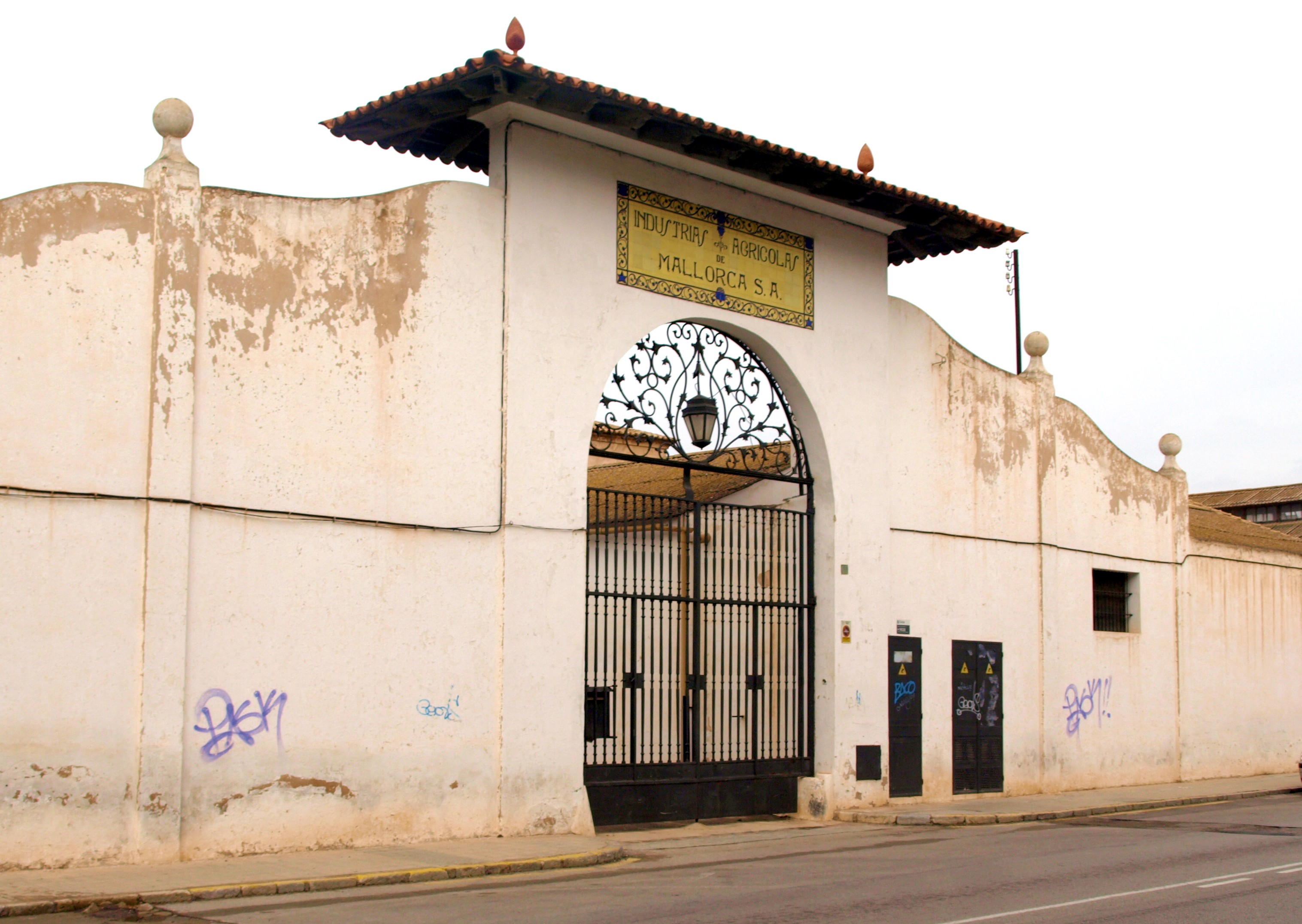
S'Esperitera (Indústries Agrícoles de Mallorca)

El sector secundari va créixer a la primera meitat del segle xx. El 1928 s'hi instal·là la fàbrica tèxtil de Sóller Can Rul·lan, posteriorment Cotonera Balear, que mantingué l'activitat fins al 1972. Hi treballaven entre 150 i 180 obrers, la majoria dones. El 1930 es va crear Indústries Agrícoles de Mallorca, dedicada a la producció d'esperit i goma de garroví. El 1964 s'hi creà Indústries Mallorquines de Pastes Alimentàries, la qual a partir de 1975 tengué participació en Productes Alimentaris Gallo i fins al 1975 fabricà les pastes Gallo i a partir de 1976 en tengué cura de la distribució. Ja durant la segona meitat del segle xix s'inicià l'exportació de licors de la fàbrica de Pere Canyelles, que l'any 1982 s'integrà dins Licors Mallorquins Societat Anònima (LIMSA). A la dècada de 1950 s'hi instal·là Cellers i Destil·leries Mallorca que produeix sobretot brandis i herbes dolces.
En el ram de la fabricació de materials per a la construcció Destacà l'empresa Cicar, que tancà el 1993 i Prefabricats de Formigó Joan Sastre Roca.

### Associacionisme obrer
La implantació industrial va facilitar l'aparició de l'associacionisme obrer. El Sindicat de Picapedrers de Mallorca hi tenia, el 1920, 74 afiliats. El 1923 hi era present la societat El Treball, influïda pels comunistes, que arribà a tenir uns 100 associats. El 1931 s'hi fundà el Partit Comunista.

## L’aeròdrom de Son Bonet
El 1901 l'exèrcit va cedir a l'Ajuntament de Palma els terrenys que ocupaven les murades a canvi de la finca de Son Bonet. El 1935 s'hi instal·là l'aeroport de Mallorca, que no fou substituït fins al 1960 per l'aeroport de Son Sant Joan. El 1934 es creà el Reial Aeroclub Esportiu de Balears i allotjà aquí. El seu president va ser Alfonso de Zayas y de Bobadilla, marquès de Zayas.

## L'església

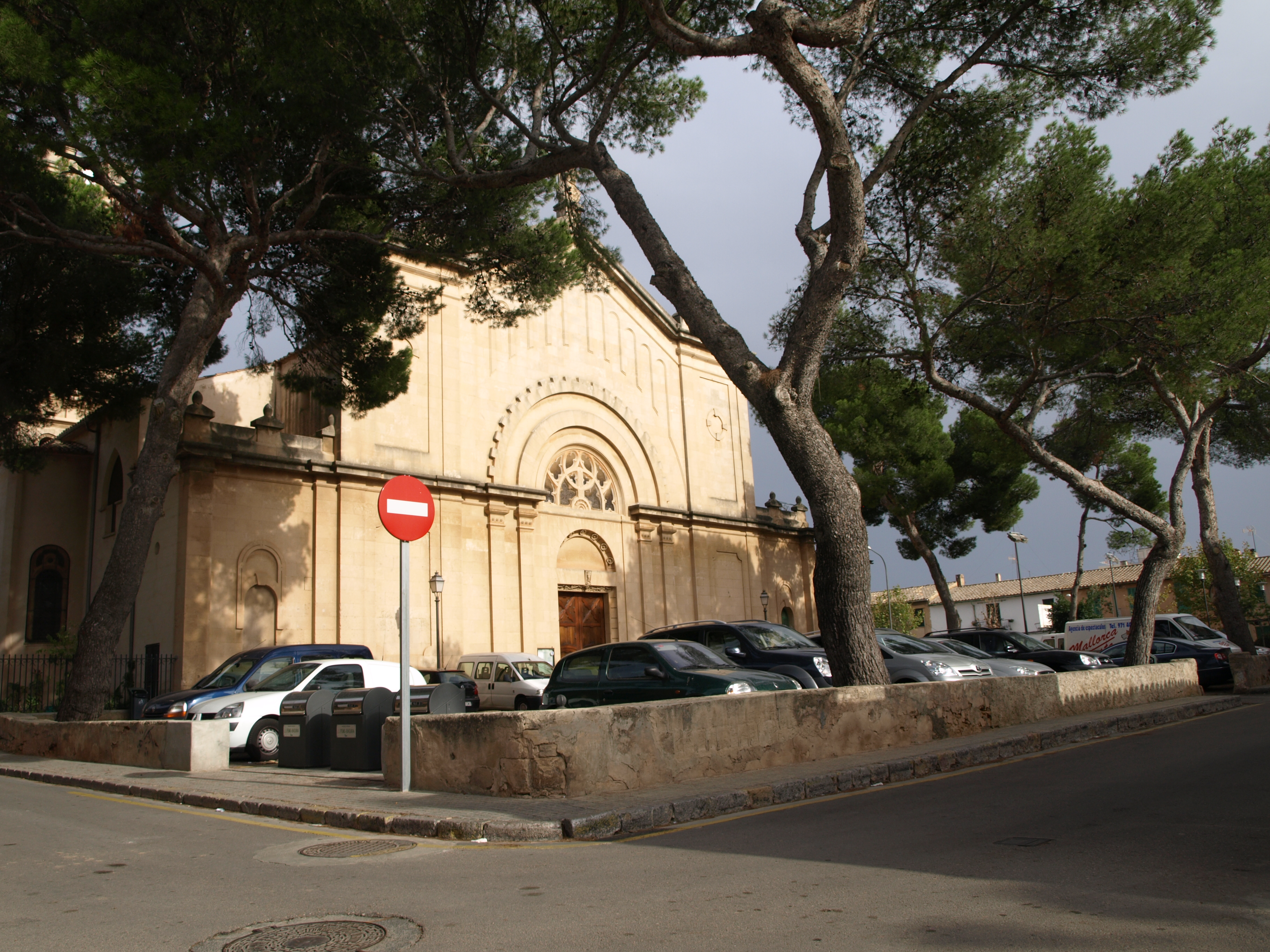
Església del Pont d'Inca

Inicialment els veïnats del llogaret anaven a missa a l'oratori de Sant Llàtzer, al Pla de na Tesa. El 1889 el bisbe Jacint Maria Cervera hi va fer habilitar una farinera per celebrar-hi el culte i altres activitats religioses. El 1890 s'inicià la construcció del temple, en part projectat per Gaspar Bennàssar, en terrenys de la possessió de sa Cabana. Les obres s'acabaren el 1904. L'edifici és de planta rectangular i hi destaquen els frescs que hi ha al presbiteri que representen Ramon Llull i Sant Alonso Rodríguez. El 1906 s'hi començà a celebrar el culte. El 1913 fou erigida en parròquia. El temple és dedicat a Sant Alonso Rodríguez, Santa Catalina Tomàs i al beat Ramon Llull.

### Col·legis i convents

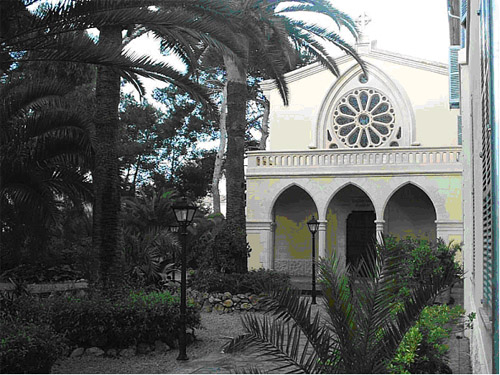
Santa Teresa (Pont d'Inca)

El 1896 s'hi establiren les germanes agustines des Pla de na Tesa, que obriren un centre d'ensenyament per a nines al carrer de l'Església (Ramon Llull) i hi establiren una comunitat. El 1901 inauguraren el convent i el col·legi al carrer de Sant Agustí. El 1912 hi establiren el noviciat. Des del decenni de 1880 hi ha el col·legi de Santa Teresa, que des de 1886 va ser dirigit per Bartomeu Ordinas i Bauzà. El 1903 va ser cedit a les monges dominiques de la Presentació de la Verge Maria (d'origen francès). Els germans de La Salle el 1904 també s'hi instal·laren i hi fundaren el convent i l'escola Can Mates. El 1906 hi obriren el seminari menor i el 1909 l'escolasticat. A finals de la dècada de 1980 el seminari va ser tancat i traslladaren l'escolasticat a Paterna (València).

## L'educació
El 1914 hi havia una escola de nins dirigida per Antoni Homar Batle. Des del 1984 hi ha la guarderia Benestar, al carrer del Vicari Valcaneres. El 1985 es creà el col·legi públic Blanquerna, al carrer des Caülls, que el 1994, amb el parvulari, tenia 245 alumnes i onze aules. Des del 1980 hi ha el centre docent es Liceu, al carrer de sa Cabana.

## Sanitat i altres serveis

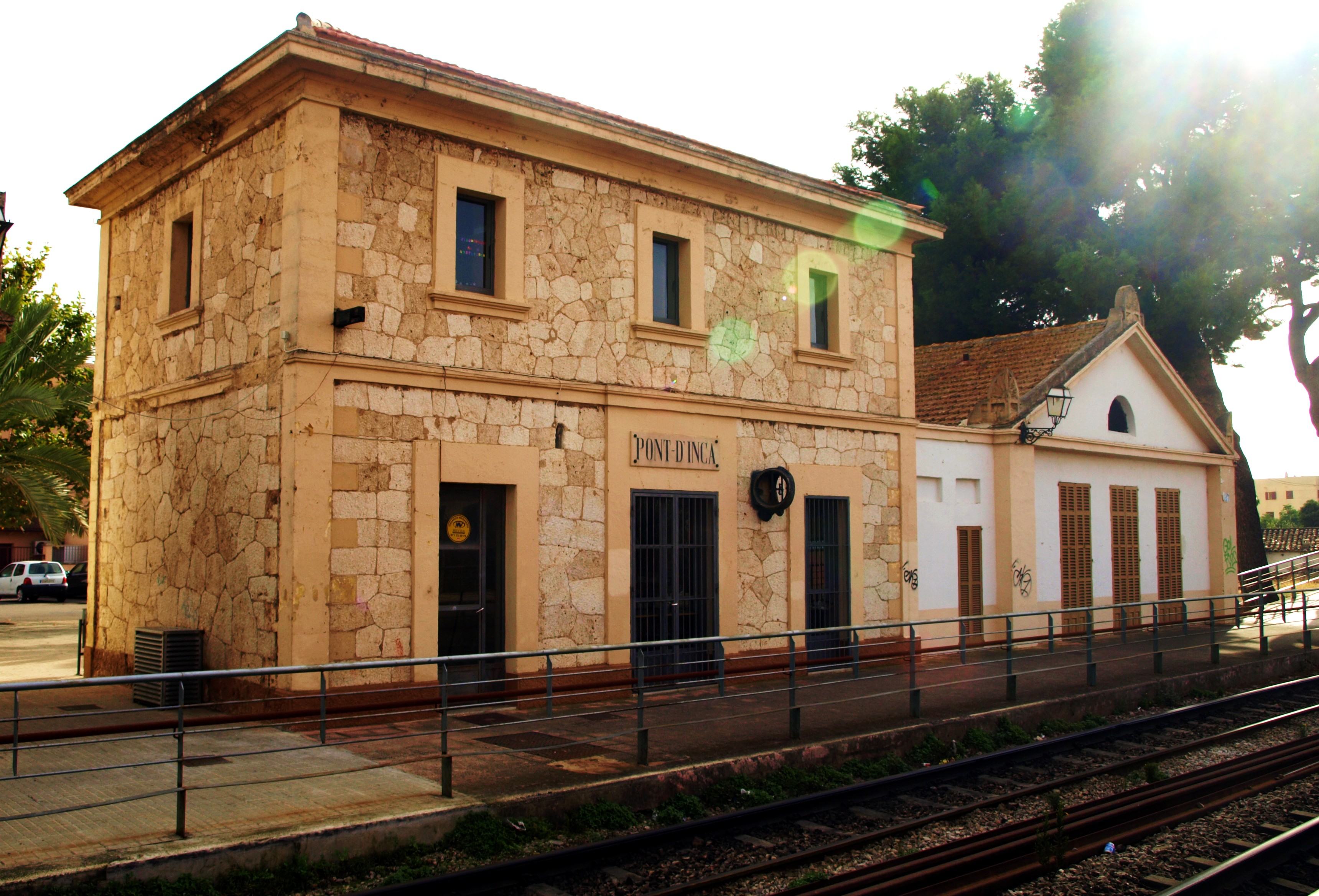
Estació del Pont d'Inca reconvertida en biblioteca.

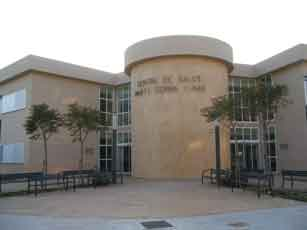
Centre de Salut Martí Serra i Mas

Des de 1991 compta amb un dispensari. Inicialment funcionava com a centre d'urgències, però el 1992 es convertí en Unitat Bàsica de Salut en crear-se el Centre de Salut de Muntanya. Entre 1989 i 1993 s'hi construí el cementeri privat Jardins de Repòs. Des de 1910 hi ha quarter de la Guàrdia Civil. El nucli disposa d'electricitat des de 1910.
La biblioteca es troba a l'antiga estació de Pont d'Inca, un baixador de tren de Serveis Ferroviaris de Mallorca que servia als nuclis del Pont d'Inca i la Cabana. Constava de dues andanes laterals interconnectades per un pas inferior a l'exterior del recinte. A principis del segle XX era una estació com les altres que hi havia, però amb el temps, els edificis dependents es buidaren de funcions. Actualment, l'edifici de viatgers allotja una biblioteca.

## Transport
El ferrocarril Palma-Inca hi té una estació. El 1952 es creà una línia d'autobusos que comunicava Palma amb el poble i amb l'aeroport de Son Bonet. En l'actualitat hi ha un servei públic d'autobús de la EMT.

## Entitats culturals i esportives
El moviment associatiu ha estat actiu. El 1925 s'hi creà la Unió Missatgera del Pont d'Inca, columbòfila. El 1986 Miquel Mulet Coll creà una agrupació del Moviment Infantil i Juvenil d'Acció Catòlica (MIJAC). El 1990 sorgí l'agrupació juvenil La Salle. El 1940 s'hi creà el grup de música popular Aires Mallorquins i el 1989 l'Escola Municipal de Música de Marratxí, punt de partida de la Banda Municipal de Música (1990). El 1977 s'hi creà l'Agrupació Ornitològica de Marratxí. Hi ha una Associació de Veïnats del Pont d'Inca (1971) i una de Son Ramonell (1979)
Al nucli hi ha hagut diversos equips de futbol, com el Pont d'Inca Futbol Club, creat el 1933. El 1988 es fundà l'equip de futbolet Unió Esportiva Marratxí. El 1992 es constituí la Societat Esportiva Cabana de futbol sala.